# Devon Sandoval
Devon Sandoval est un joueur de soccer américain né le 16 juin 1991 à Albuquerque au Nouveau-Mexique. Il joue au poste d'attaquant.

## Biographie
Sandoval est repêché en 29e position par le Real Salt Lake lors de la MLS SuperDraft 2013.
Sandoval est le premier joueur à signer avec la nouvelle équipe de USL qui s'installe dans sa ville natale, le New Mexico United. Le 9 mars 2019, il inscrit le premier but en match officiel de l'histoire du club contre le Fresno FC.
En janvier 2023, Devon Sandoval annonce sa retraite sportive après avoir mené New Mexico United pendant quatre saisons.